# Gonomyia (Gonomyia) hyperacuta
Gonomyia (Gonomyia) hyperacuta is een tweevleugelige uit de familie steltmuggen (Limoniidae). De soort komt voor in het Oriëntaals gebied.